# Epilitoral
Epilitoral – najbardziej zewnętrzna część litoralu, pas lądu wchodzącego w skład wybrzeża. Jest ponad zasięgiem stałego zalewania jak również okresowego, czy nawet zraszania falami ze zbiornika wodnego, które do niego przylega (tj. ponad supralitoralem). Dość często ma charakter klifu – stromego urwiska nadbrzeżnego.
Epilitoral jest porośnięty roślinnością przybrzeżną: lasami łęgowymi lub olsami albo nadbrzeżnymi łąkami ze związku Calthion.